# Zimbabwe Congress of Trade Unions
Zimbabwe Congress of Trade Unions (ZCTU) er den dominerende hovedorganisation for fagforeninger i Zimbabwe. ZCTU blev dannet 28. februar 1981 ved en sammenslutning af seks hovedorganisationer; African Trade Union Congress (ATUC), National African Trade Union Congress (NATUC), Trade Union Congress of Zimbabwe (TUCZ), United unions of Zimbabwe (UTUZ), Zimbabwe Federation of Labour (ZFL) og Zimbabwe Trade Union Congress (ZTUC).
I 1989 blev Morgan Tsvangirai fra National Mine Workers' Union valgt til organisationens generalsekretær, og den spillede en hovedrolle i grundlæggelsen af oppositionspartiet Bevægelsen for Demokratisk Forandring.
ZCTU havde i 2017 400,000 medlemmer. Organisationens nuværende generalsekretær er Wellington Chibebe, mens Lovemore Matombo er præsident.

## Medlemsorganisationer
- Zimbabwe Pulp & Paper Workers' Union
- Zimbabwe Domestic & Allied Workers Union (ZDAWU)
- Zimbabwe Chemicals & Plastics Allied Workers' Union
- Zimbabwe Textile Workers Union (ZTWU)
- Zimbabwe Tobacco Industrial Workers’ Union (ZTIWU)
- Zimbabwe Metal, Energy & Allied Workers’ Union (ZMEAWU)
- Zimbabwe Security Guards Union (ZISEGU)
- Zimbabwe Banks & Allied Workers’ Union (ZIBAWU)
- Zimbabwe Furniture, Timber & Allied Trades Union (ZFTATU)
- Zimbabwe Educational Scientific, Social & Cultural Workers’ Union (ZESSCWU)
- Zimbabwe Catering & Hotel Workers’ Union (ZCHWU)
- Zimbabwe Construction and Allied Trades Workers’ Union
- Zimbabwe Urban Councils Workers’ Union (ZUCWU)
- Zimbabwe Union of Journalists
- Zimbabwe Amalgamated Railway Workers’ Union (ZARWU)
- Railway Association of Yard Operating Staff (RAYOS)
- Zimbabwe Railways Artisans Union (RAU)
- Railway Association of Enginemen (RAE)
- National Union of the Clothing Industry (NUCI)
- National Engineering Workers’ Union (NEWU)
- Motor Vehicle Manufacturers Workers’ Union of Zimbabwe (MVMWUZ)
- General Agriculture & Plantation Workers’ Union of Zimbabwe (GAPWUZ)
- Federation of Food & Allied Workers’ Union of Zimbabwe (FFAWUZ)
- Commercial Workers’ Union of Zimbabwe
- Cement, Lime & Allied Workers’ Union of Zimbabwe (CLAWUZ)